# Tanguélan
Tanguélan è una città e sottoprefettura della Costa d'Avorio appartenente al  dipartimento di Agnibilékrou. Conta una popolazione di 12 021 abitanti (censimento 2014).